# Oxyanthus zanguebaricus
Oxyanthus zanguebaricus är en måreväxtart som först beskrevs av William Philip Hiern, och fick sitt nu gällande namn av Diane Mary Bridson. Oxyanthus zanguebaricus ingår i släktet Oxyanthus och familjen måreväxter. Inga underarter finns listade i Catalogue of Life.